# DJ Sakin
DJ Sakin, artiestennaam van Sakin Bozkurt, is een Duits dj en producer van Turkse afkomst.
In 1998 werd DJ Sakin bekend als onderdeel van het project DJ Sakin & Friends, dat hij samen met Torsten Stenzel startte. Dit werd bekend met de hit Protect Your Mind, dat de tweede plaats in Ierland, de derde plaats in Duitsland en de vierde plaats in de Groot-Brittannië haalde. Het nummer is gebaseerd op het thema van Braveheart (1995). Na deze hit haalden hij nog bescheiden successen met Nomansland (gebaseerd op David's Song van The Kelly Family) en Dragonfly. Daarna werken ze nog tweemaal samen met Vanessa-Mae op de singles Reminiscing (Stay) (2000) en I Still Can Hear Your Voice (2002).

## Discografie

### Singles
| Single met hitnotering(en) in de Vlaamse Ultratop 50 | Datum van verschijnen | Datum van binnenkomst | Hoogste positie | Aantal weken | Opmerkingen |
| ---------------------------------------------------- | --------------------- | --------------------- | --------------- | ------------ | ----------- |
| Protect Your Mind                                    | 1998                  | 13-02-1999            | 32              | 7            |             |
| Nomansland                                           | 1999                  | 24-04-1999            | 26              | 8            |             |
| Dragonfly                                            | 1999                  |                       | tip3            |              |             |

- Gemeinsame Normdatei: 135468434
- MusicBrainz: 247127be-d6b6-4980-952b-e5a466eb45b0
- Virtual International Authority File: 80203632
- WorldCat: E39PBJxRG8DrdKhmFR3YxDt7pP